# Mitsouko
Pour les articles homonymes, voir Mitsouko (homonymie).
Mitsouko est un parfum pour femme de Guerlain créé par Jacques Guerlain en 1919. Son nom est celui de la noble héroïne japonaise du roman à succès La Bataille de Claude Farrère paru en 1909. 
Le flacon de Mitsouko a été imaginé en 1911 par Raymond Guerlain pour L'Heure Bleue, un parfum commercialisé en 1912. Il est aussi utilisé pour deux autres parfums de la marque : Quatre saisons (2008) et La Petite Robe noire (2009)[réf. nécessaire]. 
Catherine Ringer a révélé que le nom de ce parfum est à l'origine du nom de son groupe Les Rita Mitsouko.